# Agelaioides
Az Agelaioides a madarak osztályának verébalakúak (Passeriformes) rendjébe és a csirögefélék (Icteridae) családjába tartozó nem.

## Rendszerezésük
A nemet John Cassin írta le 1866-ban, jelenleg az alábbi fajok tartoznak ide:
- barnaszárnyú gulyajáró (Agelaioides badius)[1]
- fakó gulyajáró (Agelaioides fringillarius[1] vagy Agelaioides badius fringillarius)[2]
- Agelaioides oreopsar[2] vagy bolíviai csiröge (Oreopsar bolivianus)[1]

## Előfordulásuk
Dél-Amerika területén honosak. A természetes élőhelyük szubtrópusi és trópusi erdők, cserjések és szavannák, valamint szántóföldek, legelők és városi környezet. Állandó, nem vonuló fajok.

## Életmódjuk
Főleg magvakkal és ízeltlábúakkal táplálkoznak.